# مجلة صعوبات التعلم
مجلة صعوبات التعلم (بالإنجليزية: Journal of Learning Disabilities) هي مجلة أكاديمية محكمة متخصصة في التربية الخاصة. رئيسة التحرير هي ستيفاني آل عتيبة من جامعة ساذرن ميثوديست، وقد تأسست المجلة عام 1968، وتنشر حاليًا بواسطة SAGE Publications بالتعاون مع معهد هاميل للإعاقات.

## الاستخلاص والفهرسة
تُفهرس مجلة Journal of Learning Disabilities في سكوبس وفهرس الاستشهادات في العلوم الاجتماعية. ووفقًا لتقارير الاستشهادات من تقارير الاستشهاد بالمجلات الأكاديمية، بلغ **معامل التأثير** للمجلة عام 2017 نحو **2.341**، ما يجعلها تحتل المرتبة **الثالثة من أصل 40 مجلة** في فئة "التربية الخاصة"، والمرتبة **السادسة من أصل 61** في فئة "إعادة التأهيل".

## روابط خارجية
- الموقع الرسمي
- معهد هاميل للإعاقات